# Doratopteryx afra
Doratopteryx afra är en fjärilsart som beskrevs av Alois Friedrich Rogenhofer 1884. Doratopteryx afra ingår i släktet Doratopteryx och familjen Himantopteridae. Inga underarter finns listade i Catalogue of Life.